# Scirtothrips solaris
Scirtothrips solaris är en insektsart som beskrevs av Bailey 1964. Scirtothrips solaris ingår i släktet Scirtothrips och familjen smaltripsar. Inga underarter finns listade i Catalogue of Life.